# Penczo Penew
Penczo Stojanow Penew (bułg. Пенчо Стоянов Пенев; ur. 7 lipca 1947 w Kiustendile) – bułgarski polityk i prawnik, minister sprawiedliwości (1990–1991), minister spraw wewnętrznych (1990), deputowany do Wielkiego Zgromadzenia Narodowego 7. (1990-1991) kadencji.

## Życiorys
Uczył się w gimnazjum w Kiustendile. W 1965 rozpoczął studia z zakresu chemii, ale w 1967 przeniósł się na wydział prawa Uniwersytetu Sofijskiego. Po ukończeniu studiów w 1970 pracował jako sędzia, awansując wkrótce na stanowisko wiceprzewodniczącego Sądu Rejonowego w Sofii. W latach 1978–1998 wykładał prawo cywilne na Uniwersytecie Sofijskim. W 1983 obronił pracę doktorską i przeszedł do pracy w ministerstwie sprawiedliwości jako naczelnik wydziału współpracy prawnej z krajami RWPG. W latach 80. XX w. awansował do Komitetu Centralnego Bułgarskiej Partii Komunistycznej, by po jej likwidacji związać się z Bułgarską Partią Socjalistyczną.
W lutym 1990 objął stanowisko ministra sprawiedliwości w gabinecie Andreja Łukanowa. W tym samym roku stanął na czele resortu spraw wewnętrznych, a w grudniu 1990 ponownie powrócił na stanowisko ministra sprawiedliwości w gabinecie Dimityra Popowa. W tym czasie piastował mandat deputowanego do Wielkiego Zgromadzenia Narodowego, uczestnicząc w pracach nad nową ustawą zasadniczą. W latach 1991–1997 pełnił funkcję sędziego Trybunału Konstytucyjnego, a następnie powrócił do pracy na uczelni, uzyskując w 2003 tytuł profesora nadzwyczajnego, a w 2013 zwyczajnego. W roku 1998 uczestniczył aktywnie w tworzeniu wydziału prawa na Uniwersytecie w Ruse.
W latach 2017–2020 zasiadał w Radzie Prawnej przy Prezydencie Bułgarii. Za swoją działalność naukową i polityczną został odznaczony Orderem Świętych Cyryla i Metodego.
Jest żonaty, ma dwóch synów.

## Publikacje
- 1998: Конституционно правосъдие
- 2013: Нормативни и практически очертания на българското конституционно правосъдие
- 2014: Съдебната власт в България 1989 – 2014 г.
- 2018: Адвокатът, Конституцията, приложимото право (с анотирана практика на Конституционния съд)
- 2019: Проблеми на регулацията на българското конституционно правосъдие